# 飛虎雄心
《飛虎雄心》是1994年上映的一部香港電影，由陈嘉上执导，王敏德、陳國邦、陳慧儀、李若彤和容錦昌等領銜主演。電影之主題圍繞香港警務處特別任務連。本片入圍第14屆香港電影金像獎共五項提名；王敏德憑Stone Wong一角於2003年香港電台和香港警務處聯合舉辦的「香港理想銀幕警察」選舉中奪冠。

## 劇情
警務的危險性愈來愈高，軍裝巡邏小隊警員何志偉（容錦昌飾）受盡來自家人的壓力，令他對自己的職業產生了懷疑，態度亦變得消極。在一次珠寶店械劫案件中，志偉眼見伙記 保險畢（駱達華飾）被悍匪擊斃，令他對自己的人生觀和作為一位警察的意義產生了極大的改變。志偉決心要肩負保護市民的責任，於是投考加入了特警隊；在集訓期間，飽受一連串艱辛的體力和智力訓練，不少學員相繼退出，惟志偉憑著堅毅不屈的精神完成訓練，並且受到教官大石（王敏德飾）的影響，從新建立了自信心。可是他漸漸發覺成為特種警察部隊所要面對的問題，當中包括來自家人、朋友、上司、匪徒，甚至市民的壓力；最難抉擇的是如何取捨感情與工作間的矛盾關係。因為志偉的職業，令其女友阿 May（李若彤飾）缺乏安全感，因而產生隔膜，直至一次剿匪行動中，才得到阿May的體諒，並且使到志偉明白到特種警察的意義。

## 獎項
| 年份 | 頒獎典禮             | 獎項       | 名單   | 結果 |
| ---- | -------------------- | ---------- | ------ | ---- |
| 1994 | 第14屆香港電影金像獎 | 最佳電影   |        | 提名 |
| 1994 | 第14屆香港電影金像獎 | 最佳導演   | 陳嘉上 | 提名 |
| 1994 | 第14屆香港電影金像獎 | 最佳男配角 | 陳國邦 | 提名 |
| 1994 | 第14屆香港電影金像獎 | 最佳新演員 | 容錦昌 | 提名 |
| 1994 | 第14屆香港電影金像獎 | 最佳剪接   | 陳祺合 | 提名 |

## 外部連結
- 香港影庫上《飛虎雄心》的資料（繁體中文）
- 開眼電影網上《飛虎雄心》的資料（繁體中文）
- 豆瓣电影上《飛虎雄心》的資料 （简体中文）
- 时光网上《飛虎雄心》的資料（简体中文）
- AllMovie上《飛虎雄心》的资料（英文）
- 爛番茄上《飛虎雄心》的資料（英文）
- 互联网电影数据库（IMDb）上《飛虎雄心》的资料（英文）